# Léon Thiébaut
Léon Thiébaut, född 14 juni 1878 i Nice, död 8 mars 1943 i Paris, var en fransk fäktare.
Thiébaut blev olympisk silvermedaljör i sabel vid sommarspelen 1900 i Paris.